# カスティーリャ・イ・レオン・イベリアンス
カスティーリャ・イ・レオン・イベリアンス（西: Castilla y León Iberians）は、スペインのカスティーリャ・イ・レオン州バリャドリッドに本拠地を置くラグビーユニオンクラブである。ホームスタジアムはエスタディオ・ペペ・ロホ。ラグビー・ヨーロッパ・スーパーカップに所属。

## 歴史
2021年創設。

## スコッド
- アルベルト・ブランコ(Alberto Blanco) (スペイン代表)
- ビクトル・サンチェス(Víctor Sánchez) (スペイン代表)
- ファクンド・ムニージャ(Facundo Munilla) (スペイン代表)
- アルバル・ヒメノ(Álvar Gimeno) (スペイン代表)